# Mesonemurus guentheri
Mesonemurus guentheri is een insect uit de familie van de mierenleeuwen (Myrmeleontidae), die tot de orde netvleugeligen (Neuroptera) behoort. 
Mesonemurus guentheri is voor het eerst wetenschappelijk beschreven door Hölzel in 1970.